# Čirč (przystanek kolejowy)
Čirč – przystanek osobowy w Čirč, w kraju preszowskim, na Słowacji.
Obecnie do stacji dojeżdża jeden kurs pociągu z Koszyc.
Čirč to ostatni po stronie słowackiej przystanek linii 188 biegnącej z Koszyc.